# 法泰赫普尔西克里
法泰赫普尔西克里（Fatehpur Sikri）是印度北方邦阿格拉縣的一个小镇。这个城市于1569年由莫卧儿皇帝阿克巴建立，1571年被立为莫卧儿帝国的首都，至1582年被荒废。当阿克巴的军队攻占了奇陶尔加尔和母虎堡后，阿克巴为了纪念蘇非主義圣贤萨利姆·奇什蒂，决定迁都至距阿格拉23英里（37）的地方。在那里，他开始了历时15年的城市规划和建设，这座城市有皇家宫殿、内室、法院、清真寺、私人住所和其他实用性建筑。他将这座城市命名为法泰哈巴德，来自起源于波斯的阿拉伯单词Fateh，意为“胜利”。后被称作法泰赫普尔西克里。相传阿克巴和他最著名的九大臣子都是在法泰赫普尔西克里诞生的。法泰赫普尔西克里也是印度莫卧儿建筑保存最为完好的地方。

## 历史
当代历史学家认为，阿巴克对法泰赫普尔西克里的建筑有极大的兴趣，并极有可能决定了那里的建筑形式。为了复兴因他的祖先帖木儿时期盛行的波斯宫廷礼仪，阿巴克设计了一个波斯风格的建筑群。但是保留了一些印度传统建筑的装饰。同时，法泰赫普尔西克里城市周边极高的的砂石量决定了其建筑多由砂岩筑成。皇宫建筑群由独立的装饰性建筑错落有致的排列在一块平地上，这种建筑的排布起源于阿拉伯和中亚的帐篷营地。整体而言，法泰赫普尔西克里的历史遗迹展示了阿巴克在建築方面的天分，他巧妙地运用多样的地理条件，形成了他独特的建筑布局风格。
1585年，皇宫建筑群刚完成不久，就因为提供城市水源的河水干涸，和其接近拉杰普塔纳（一直处于战争状态）两个原因而废弃了。而后首都迁至拉合爾，这样阿克巴在帝国的不太稳定的部分有一个基地。1598年，他搬回了阿格拉，同时把重点转向了德干高原。事实上，除了1601年的一小段时间，他再没回这个城市。后来，在莫卧儿帝国的历史上，这个城市被莫卧儿皇帝穆罕默德·沙（1719年－1748年在位）占据了一小段时间。他的摄政王Sayyid Hussain Ali Khan Barha（赛义德兄弟之一）于1720年在这里被谋杀。在马拉地帝国征服德里后，这块区域被其占据，后交给英国军队。英国军队将其加固后用作指挥中心和营房。恢复工作在乔治·寇松的指导下展开。
由于宫殿区域在几个世纪内几乎一直被使用，所以绵延将近两英里的皇宫建筑群收到了较好的保护。建筑群的三侧仍有最开始建的五英里长的城墙环绕。然而，除了一直被使用的皇宫建筑群和壮丽的清真寺，城市的其他部分都被破坏了。除了在纳卡尔汗附近的巴剎遗迹，城市的旧址是十分贫瘠的。新城镇坐落在建筑群的西端，在1865年到1904年间是一个自治镇，而后建立了市镇委员会，在1901年人口规模达到7147人。很长一段时间它仍以石匠和石雕闻名，而在阿巴克时期它以丝织品为名。西克里村庄仍在其附近。
基于印度考古调查研究院（ASI）于1999年－2000年期间在Chabeli Tila的一项挖掘，高级阿格拉记者Bhanu Pratap Singh声称这些考古碎片，雕像都指向一个有着一千多年历史的“失落的文化和宗教遗迹”。“发掘出了上百尊耆那教的雕像，其中包括一个刻有日期的寺庙的奠基石。这些石像是有着一千多年历史的巴格阿迪·纳、巴格里舍巴·纳、巴关笩駄摩那。”耆那教领导人声称。历史学家Sugam Anand认为这里有人居住过的证据，在阿巴克建立他的都城之前就有庙宇和经济中心。山脊上的空地被阿巴克用来建筑他的都城。靠近Nagari村庄的地方有一个400平方米的石堆，距16世纪的堡垒500米处有一个砂石建的私室被发现，里面放满了耆那教神蒂爾丹嘉拉教被砍下头破碎的神像。
巴布尔把这里叫做Shukri（"感谢"），他很喜欢这里因为这里有莫卧儿军队需要的充足的水源。安妮特·贝弗里奇在翻译「巴布爾回憶錄」时指出巴布尔把 "Sikri"读成了"Shukri"。在他的回忆录里，巴布尔写道，在打败了拉纳·桑海后，他在市郊建了一个花园，命名为“胜利花园”。格巴丹·贝古姆的Humayun-Nama 写道，在这个花园里，他建了一个用来休息和写作的八边形的亭子。他也在附近的湖中央建了一个平台，在距希雷恩·迈纳尔一公里的石头悬崖底部有一个宝利。这可能是他胜利的纪念碑最开始建造的地方。

## 建筑

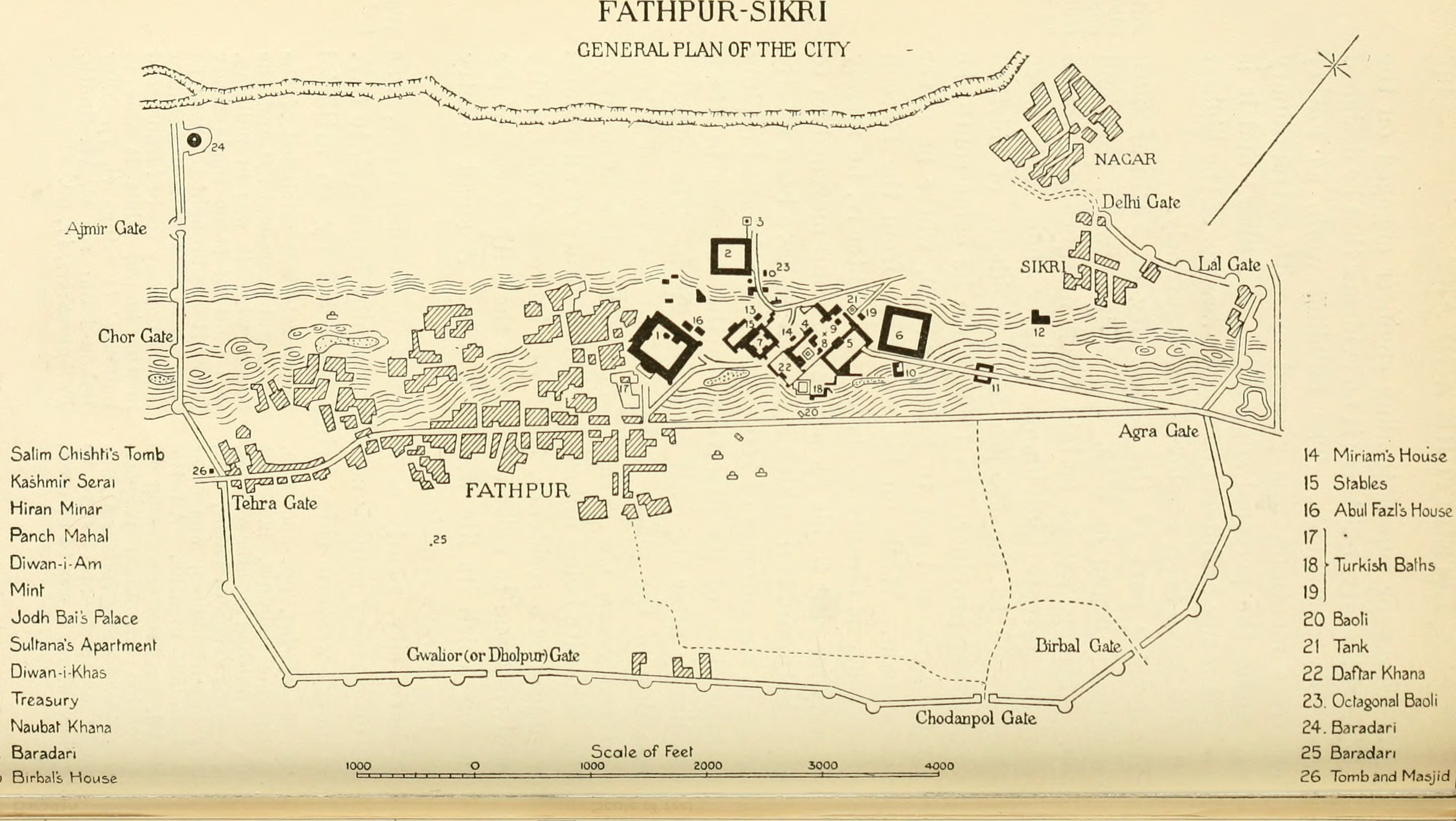
General Plan of Fatehpur Sikri City in 1917

法泰赫普尔西克里坐落在长 3（1.9英里），宽1 km（0.62 mi）的石壁上。宫殿的三面有6 km（3.7 mi） 的城墙，第四面是一条河。所有的建筑材料都来自当地采石场的红石。在绵延5英里（8.0）的堡垒的墙沿途有几个城门，分别是Delhi Gate, the Lal Gate, the Agra Gate and Birbal's Gate, Chandanpal Gate, the Gwalior Gate, the Tehra Gate, the Chor Gate and the Ajmeri Gate。这个宫殿为女王设计了冬宫和夏宫。
一些宗教和世俗的重要建筑：

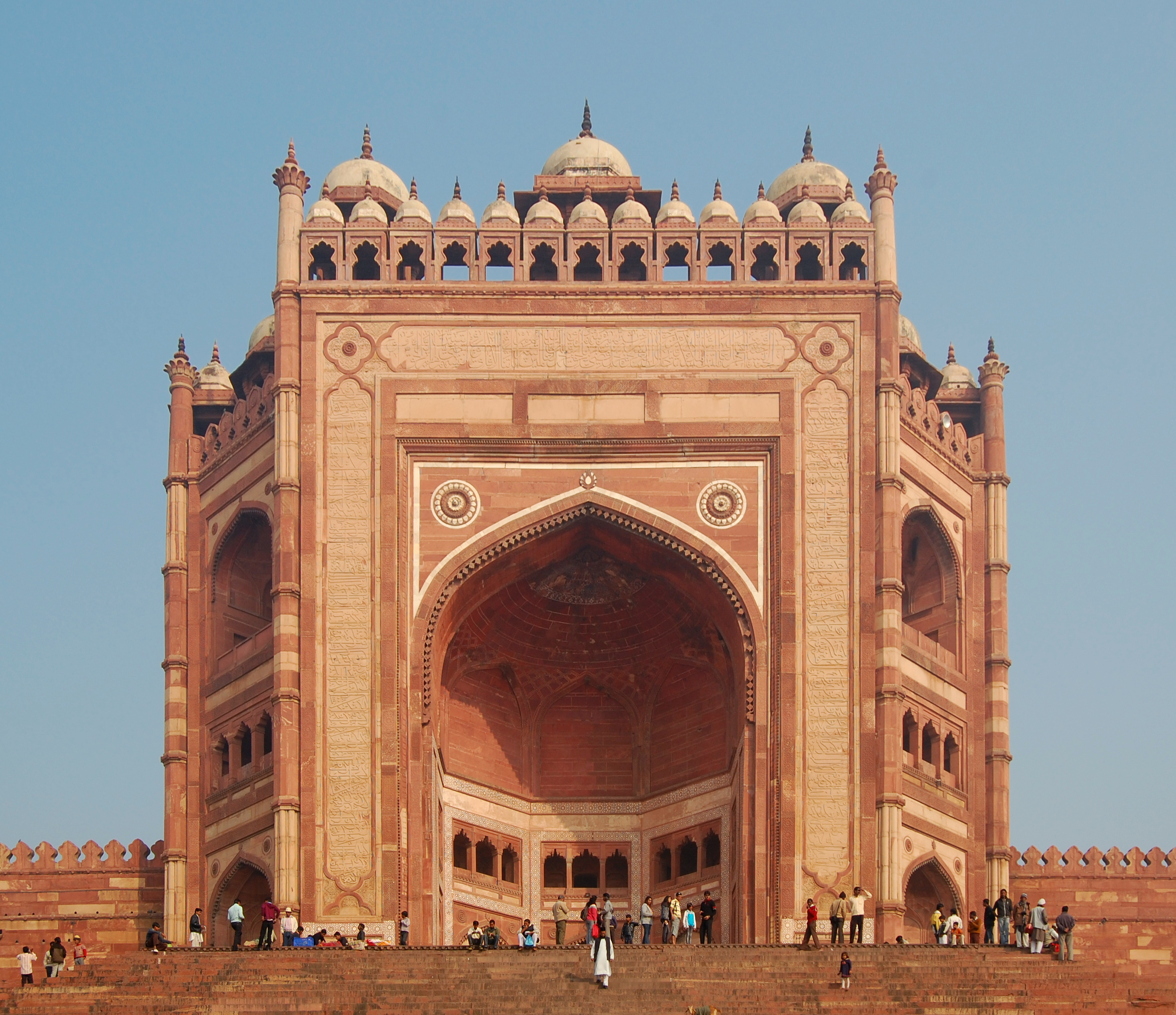
胜利之门，高达54米，是法泰赫普尔西克里建筑群的入口

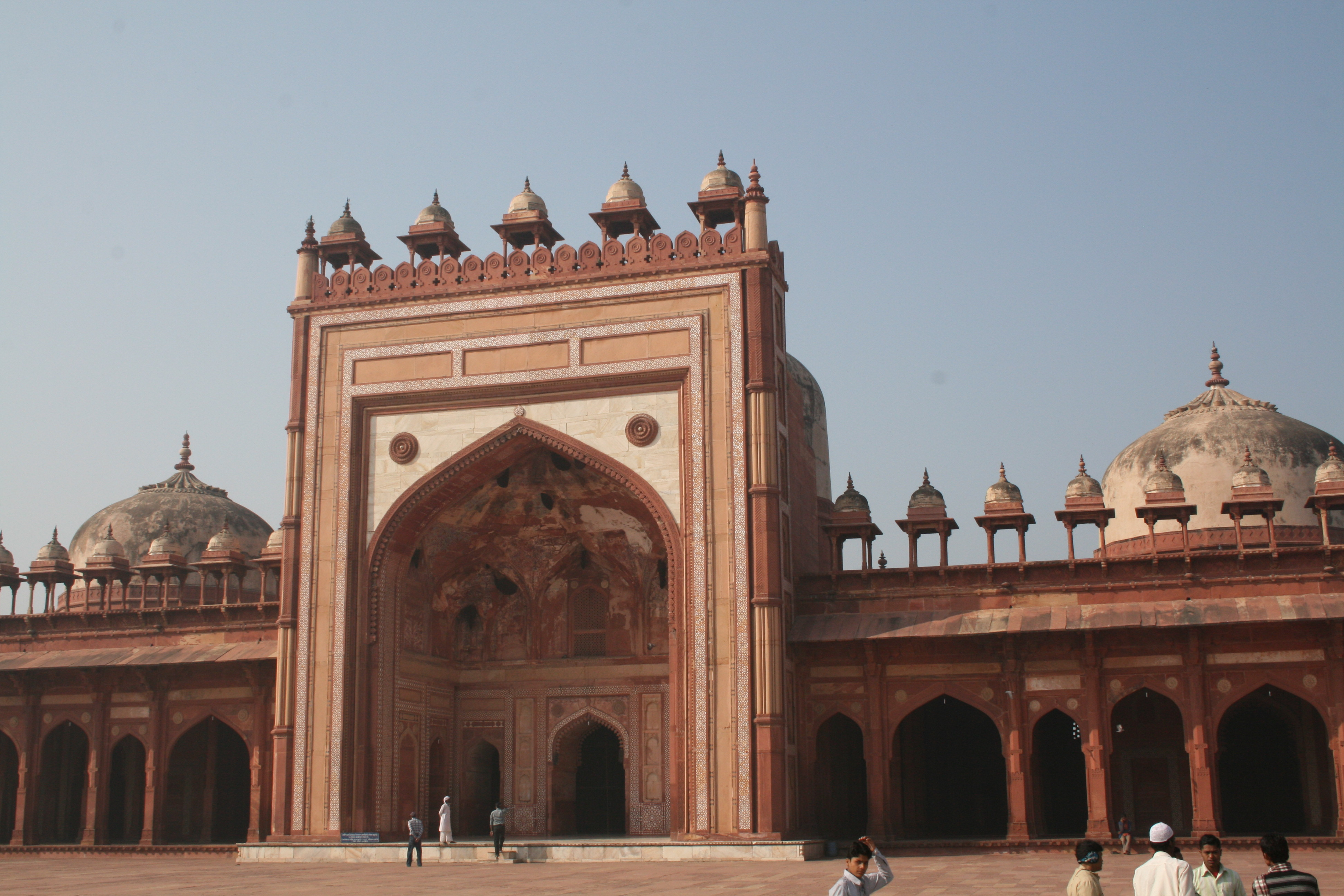
贾玛清真寺

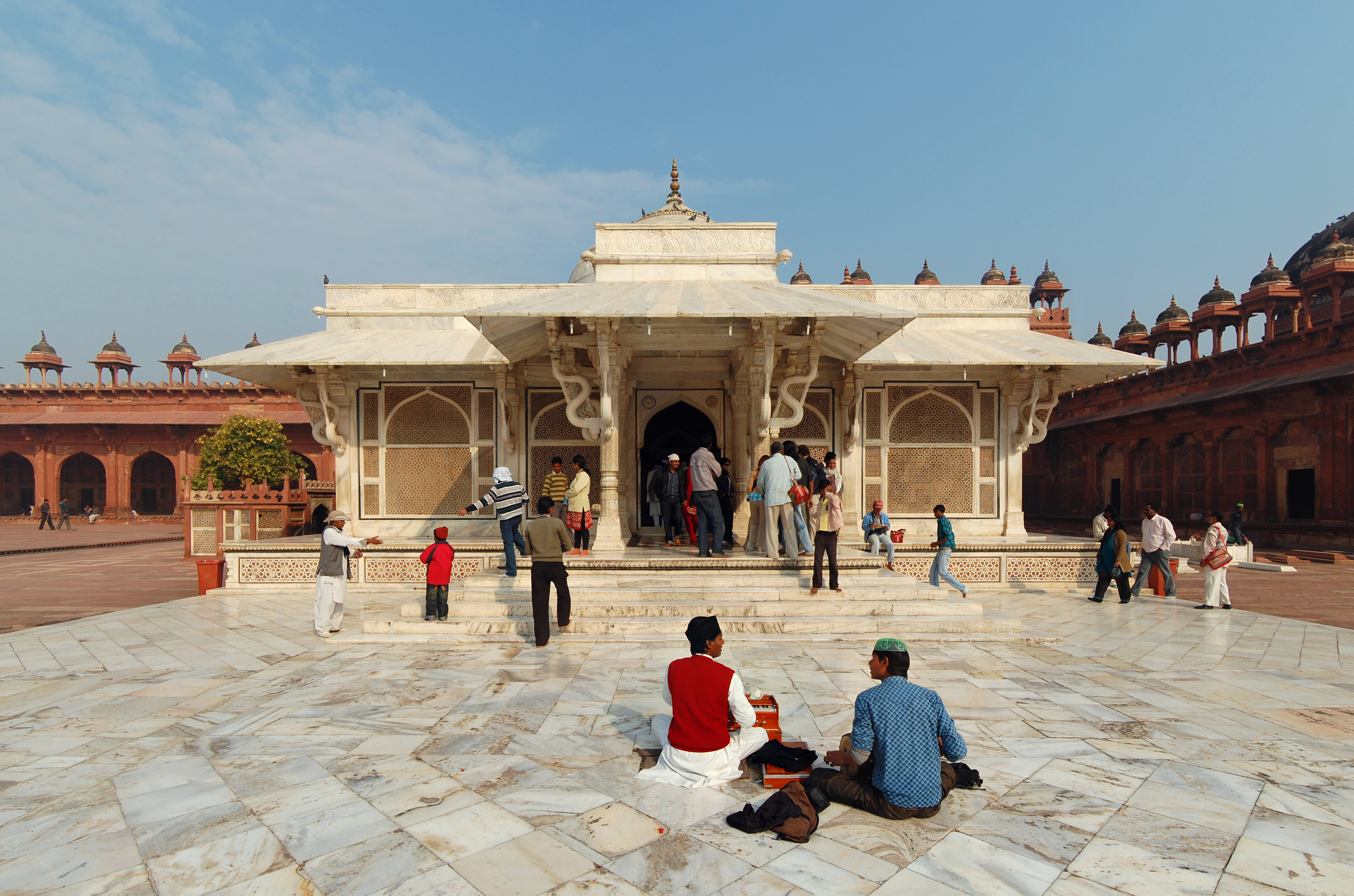
Tomb of Salim Chishti(left) tomb in Jama Masjid courtyard, Fatehpur Sikri

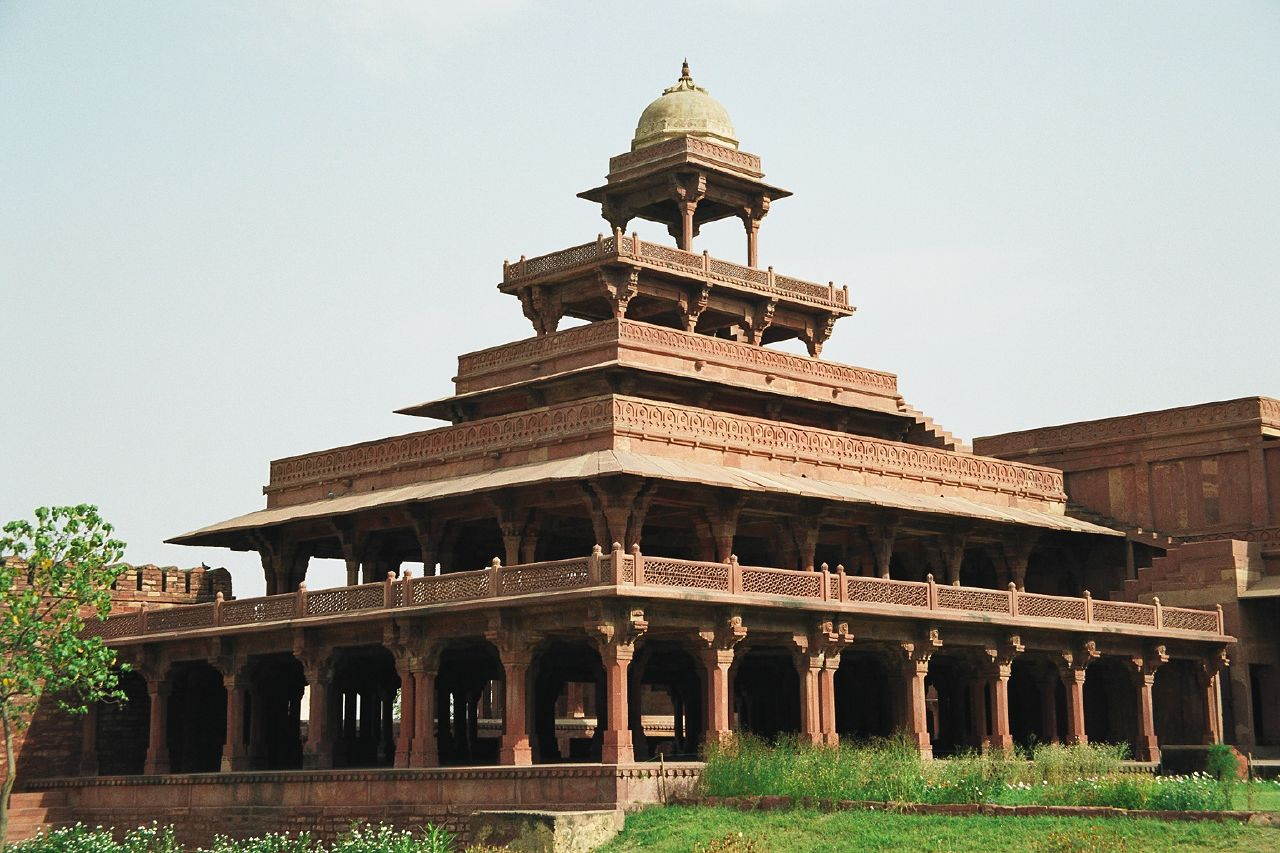
Panch Mahal, Fatehpur Sikri

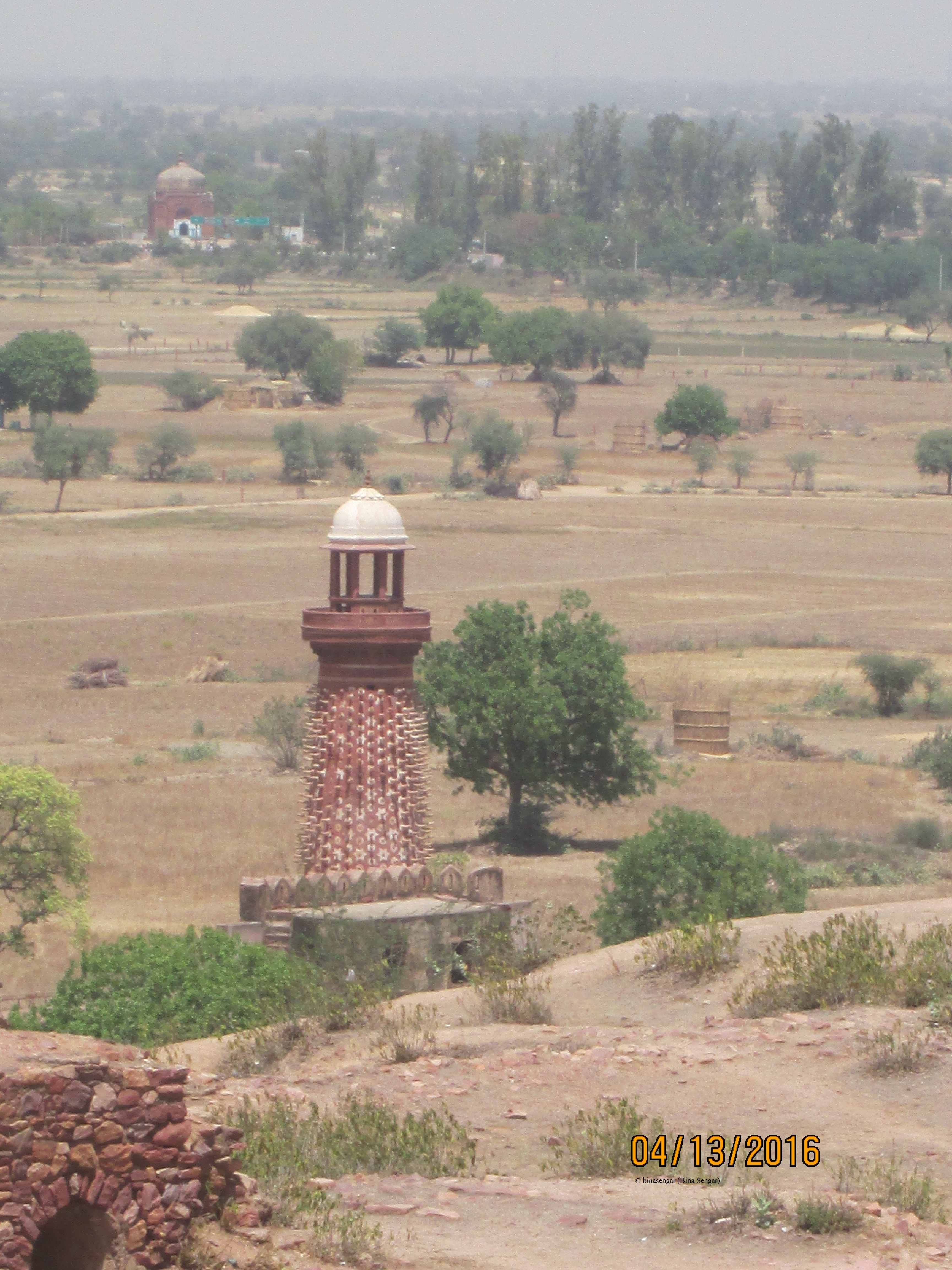
Hiran Minar Fatehpur Sikri

- 胜利之门（Buland Darwaza）: 建在南墙，外高55（180英尺），内部逐渐过渡到更为人性的规模。大门是在建成五年后，于1576－1577年间加的。以一个拱顶结构用来纪念阿克巴在古吉拉特邦的战争胜利。拱廊上刻了两句话，其中一个句是“尔萨，玛丽亚姆的儿子说：世界是一座桥，走过去，不要在上面建房子。希求一个时辰的人也希求着永恒，世界漫长，决不止一个时辰，把这一个时辰用来祈祷吧，因为剩下的时日仍不可期。”
中央的柱廊由三个拱形入口构成，最大的一个在中间，在当地被称为马蹄门，来自于在大木门上钉马掌以求好运的习俗。 建筑外面，巨大的楼梯左边有一口深井。
- 贾玛清真寺 (法泰赫普尔西克里)：贾玛清真寺是集会性清真寺，也是建筑群中第一个建造的建筑。它的铭文上写着其完成于AH 979（西元1571－72）年。有一个巨大的门通向其庭院，Buland Darwaza则是五年后建的。贾玛清真寺是根据印度的清真寺传统建的。在建筑外有一排chhatri式的亭子。七个海湾每个都有三个米哈拉布，最中间的被一个穹顶覆盖，又白色大理石镶嵌出规则的几何图案。
- 萨利姆·奇什蒂之坟: 由白色大理石包裹的蘇非主義圣人萨利姆·奇什蒂（1478－1572）之墓，在贾玛清真寺的庭院内。庭院中央围绕萨利姆·奇什蒂的棺材有一圈一层的建筑，棺材由华美的木头制作，表面镶嵌着珍珠母装饰。建筑周围环绕一圈小道，刻有错综复杂的几何设计的石头通向南边的一个入口。这个坟墓的设计收到15世纪早期胡茶辣国陵墓的影响。其另一亮点是用汉白玉蛇形支架以支持倾斜的屋檐周围的护栏。坟墓左边是Islam Khan I（谢赫巴德鲁丁·奇斯蒂的儿子和谢赫萨利姆·奇什蒂的孙子）的坟。此人在贾汉吉尔统治时期成为一位将军。这个坟墓顶端有个穹顶。周围有36个小的chattri风格的亭子，有一些小的坟，是谢赫萨利姆·奇斯蒂的无名的所有男性后裔。

## 人口
法塔赫布尔西格里的人口数量为28,757。男性占比53%，女性占比47%。法塔赫布尔西格里平均基本文化普及率为46%，低于全国平均值74%；男性文化普及率为57%，女性文化普及率为34%。59%的人小于6岁。

## 行政管理
法塔赫布尔西格里是阿格拉县15个总部之一，有52个行政区。
法塔赫布尔西格里是人民院选区之一，印度议会下议院，有5个Vidhan Sabha（议会）：
- Agra Rural
- Fatehpur Sikri
- Kheragarh
- Fatehabad
- 巴镇 (印度)

## 交通
法塔赫布尔西格里距离阿格尔39（24英里）。最近的机场是阿格拉机场，距法塔赫布尔西格里40（25英里）。最近的火车站是法塔赫布尔西格里火车站，距市中心1（0.62英里）。与阿格拉及周围城镇由公路相连，有公共汽车，旅行大巴，和出租车。

## 画廊

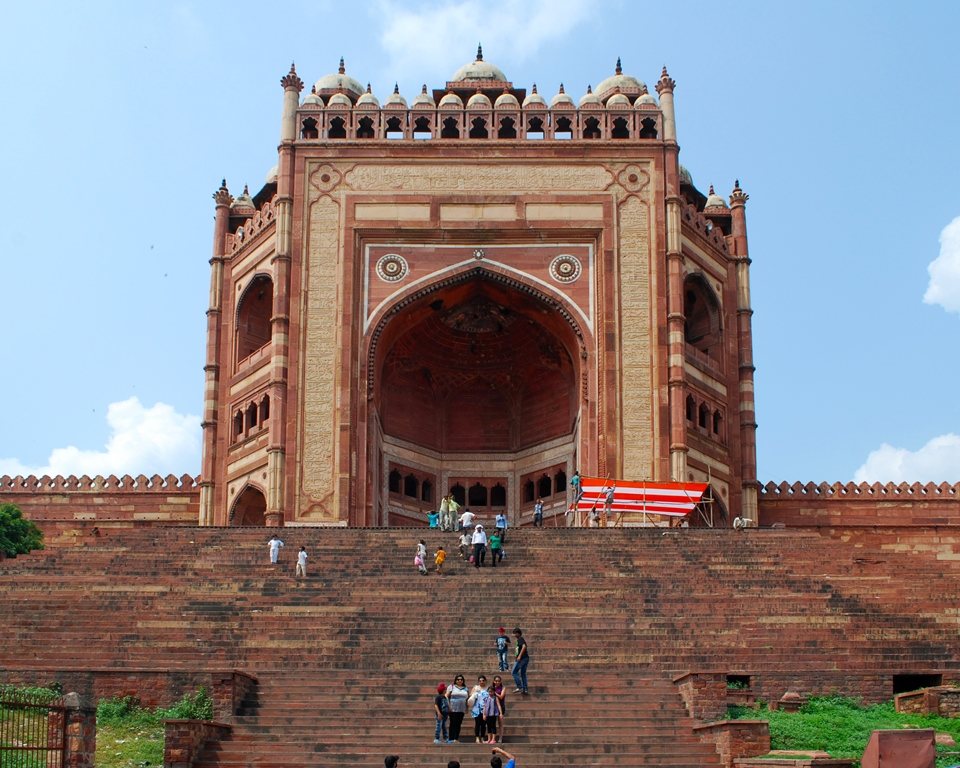
胜利之门
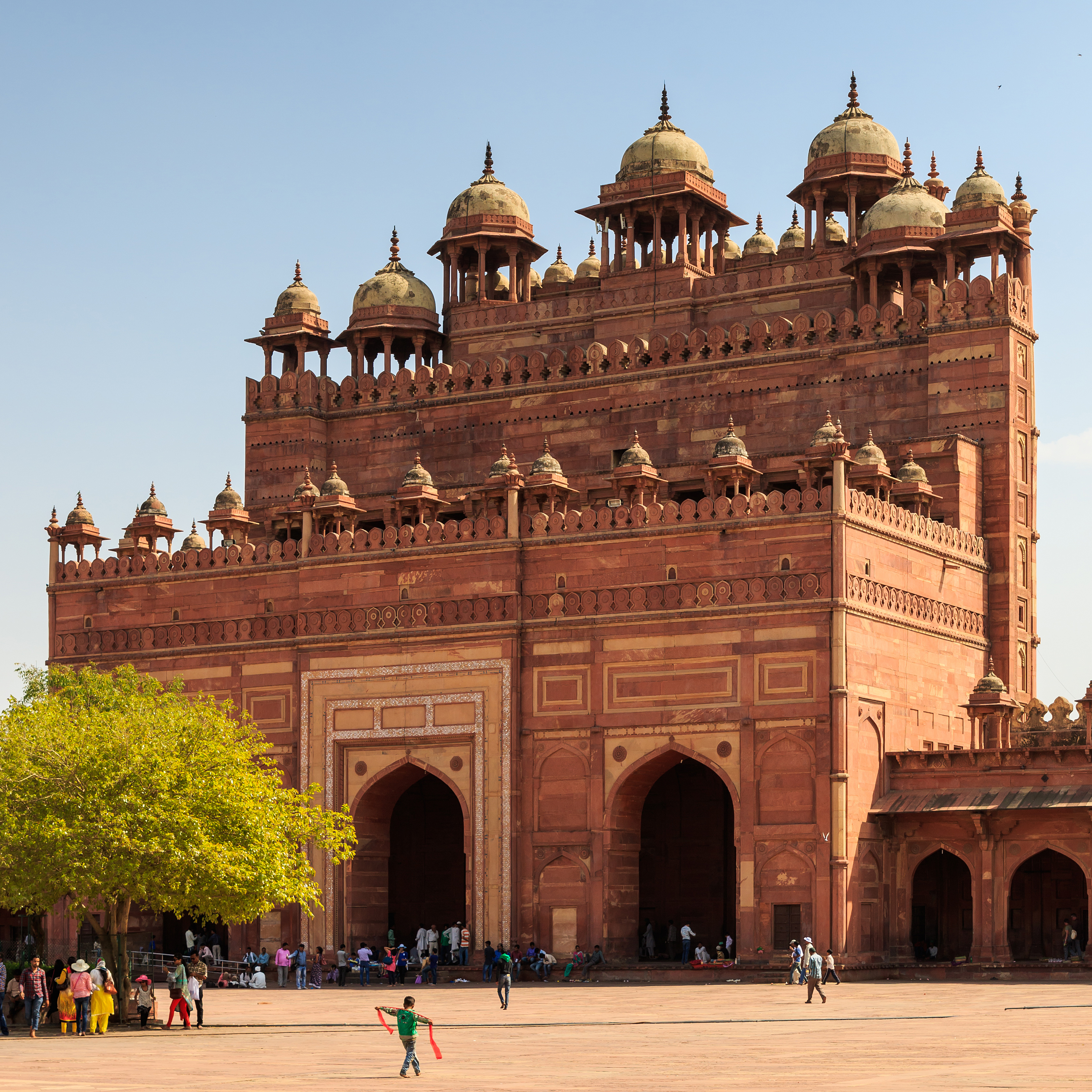
胜利之门
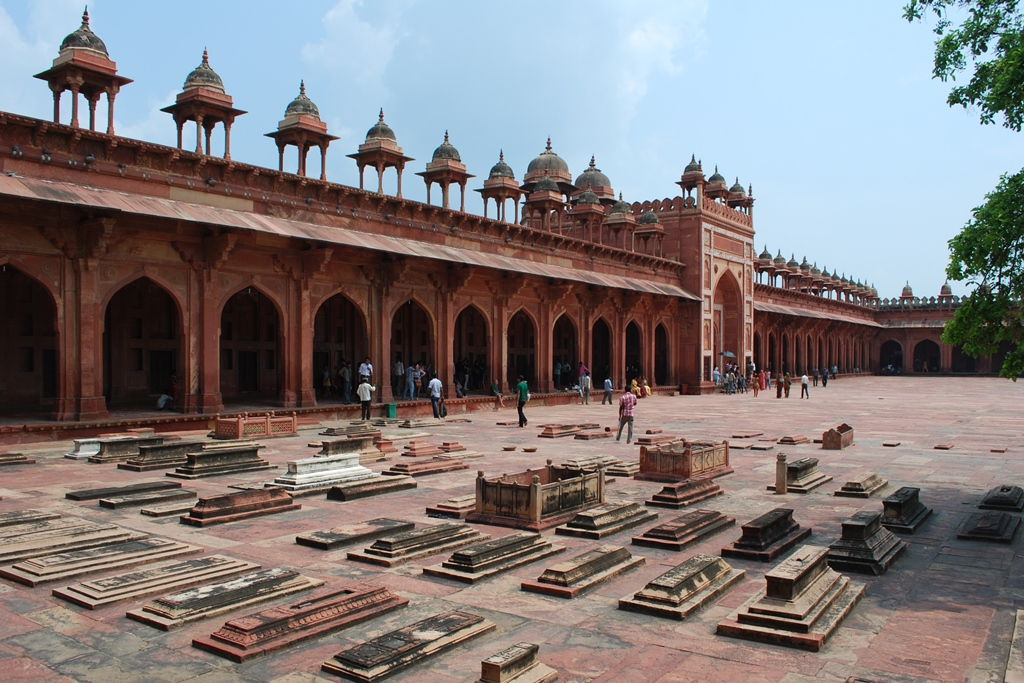
King's Gate
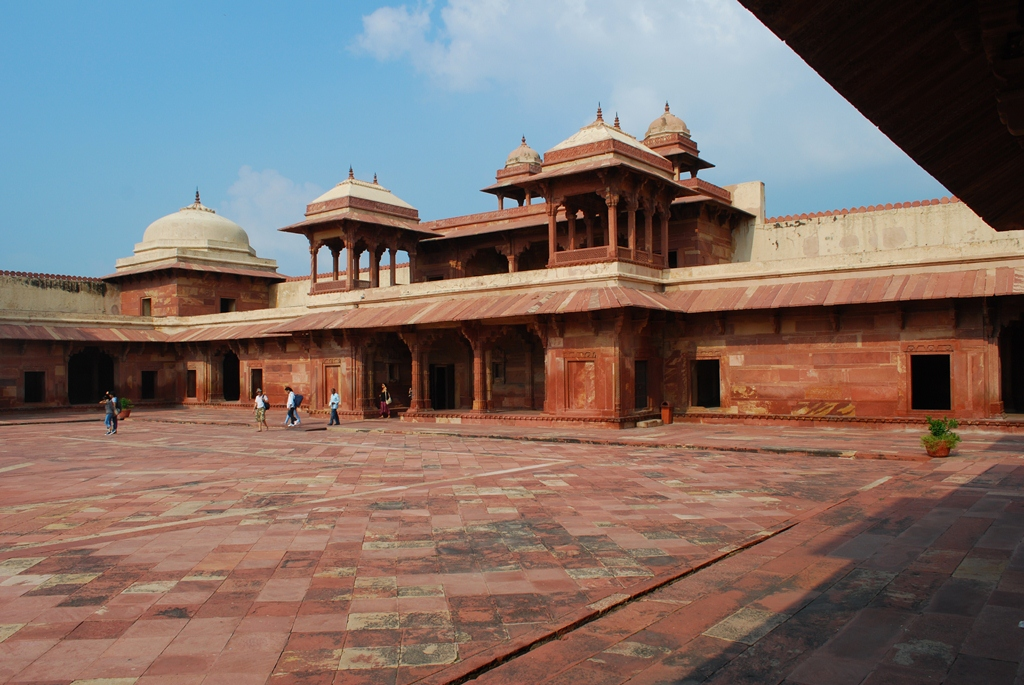
Entrance to Queen's Palace
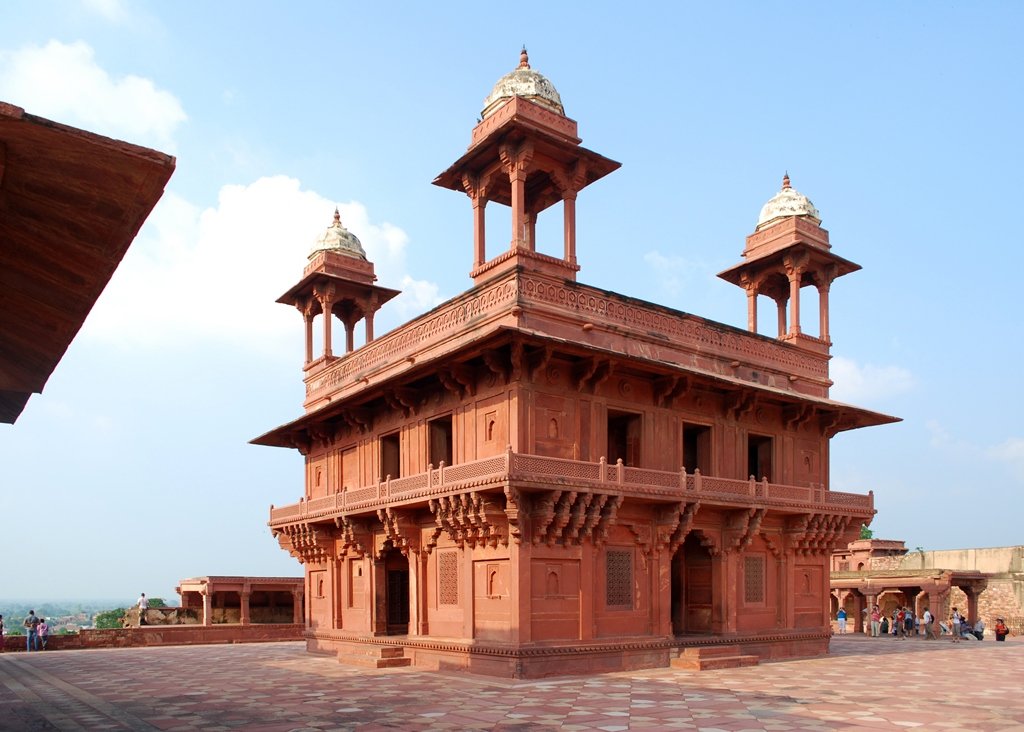
枢密宫
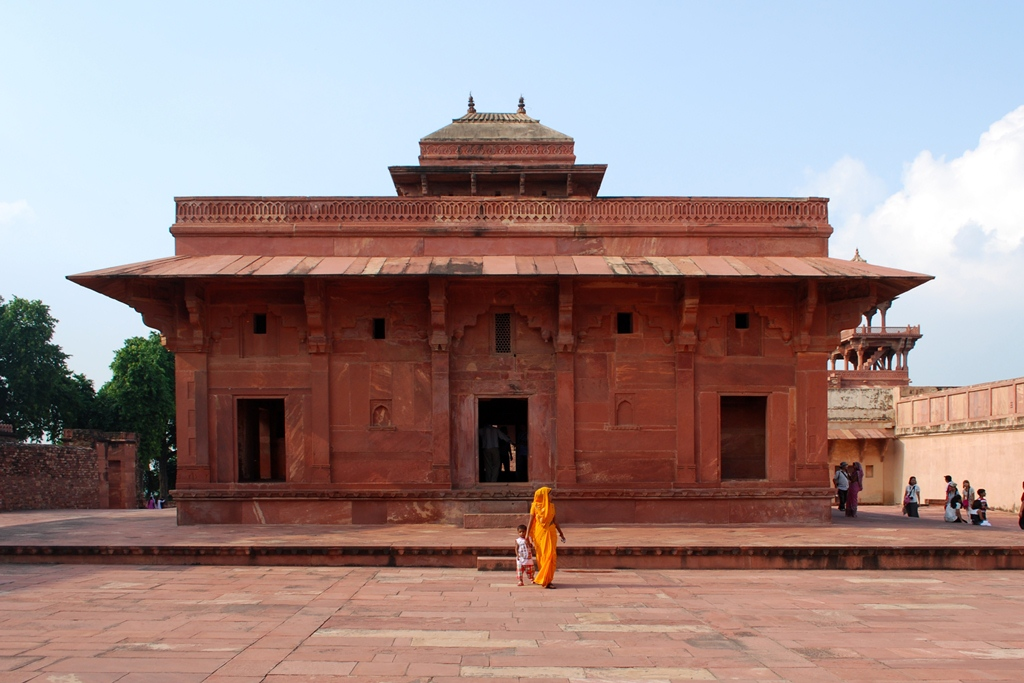
希爾·古瓦里 House
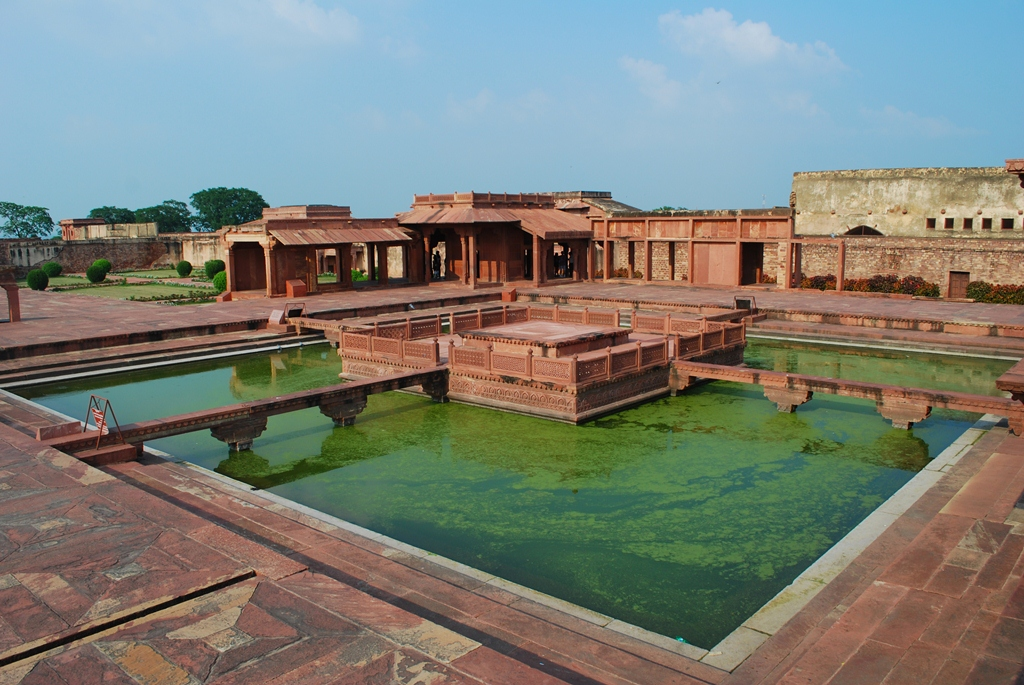
Anup Talao

## 延伸阅读
- Latif, Muḥammad. . Calcutta Central Press. 1896.
- Fazl, Abul. . 由H. Beveridge翻译. Calcutta: Asiatic Society. 1897–1939  [2017-09-02]. （原始内容存档于2010-06-04）.
- Keene, Henry George. .  Sixth. Thacker, Spink & Co. 1899: 53.
- Malleson, G. B., Colonel. . Rulers of India series. Oxford at the Clarendon Press. 1899.
- Havell, E. B. . London: Longmans, Greens & Co. 1904.
- Garbe, Dr.Richard von. . Chicago: The Opencourt Publishing Company. 1909.
- Smith, Vincent Arthur. . Oxford at The Clarendon Press. 1917.
- Hussain, Muhammad Ashraf. . The Manager, Government of India Press. 1947.
- Rezavi, S. Ali Nadeem. . Indian History Congress. 1998.
- Petruccioli, Attilio. . Ernst & Sohn. 1992.
- Rizvi, Athar Abbas. . Archaeological Survey of India. 2002. ISBN 81-87780-09-6.
- Rezavi, Syed Ali Nadeem. . Tulika. 2002.
- Jain, Kulbhushan. . VDG. 2003. ISBN 3-89739-363-8.
- Rezavi, Dr. Syed Ali Nadeem. . SAGE Publications. 2008.